# 贾鹏芳
贾鹏芳（1958年4月—），生於黑龙江省佳木斯市，二胡演奏家。

## 生平
从小受哥哥贾鹏新影响，1966年开始學習二胡。1978年本来准备参加中央音乐学院的入学考试，但当时中央民族乐团需要能直接表演的二胡演员，经周耀锟推荐，於1979年正式担任中央民族乐团的二胡演奏员，1985年任管弦乐部门副首席。
1988年，他留学东京艺术大学，修读音乐学硕士学位。1997年在卡内基大厅与服部克久及管弦乐团合作演出。2004年录制電影《十面埋伏》主题曲《爱人》（Lovers）。2010年5月30日，应日本香堂之邀，在上海世博会日本产业馆举行3场演奏。2010年7月18日，与恩田直幸、嘉多山信及中央民族乐团在北京举行“贾鹏芳与中央民族乐团联合音乐会～中日文化友好交流音乐会”。
曾领导天华民族乐团，现在开办天华二胡学院，於日本全国各地演出，使二胡在日本普及。

## 作品

### 专辑

#### 日本Pacific Moon
- 河 River（1999年）
- 虹 Rainbow（2000年）
- 遥 Faraway...（2001年）

- 翔 Sho（2003年）
- 月光 Moonlight（2006年）
- 浪漫 Roman
- 休日 Holiday（2006年）
- 夜想曲 Nocturne（2007年）
- 明天 Tomorrow（2008年）
- 燕子 yanzi
- 朋友 Friends（2009年）
- 二胡 Erhu ～ Jia Peng Fang Best（2002年）
- 二胡Ⅱ Lovers ～ Jia Peng Fang Best
- 想 Memories ～ Jia Peng Fang Best
- Twilight（2009年）
- 四季 Seasons（2011年）
- 煌 Glitter（2014年1月22日）

#### 火烈鸟文化
- 一抹天香（2011年10月18日）

#### Universal Music Japan
- 三国志組曲（2015年）
- こころふれあい〜二胡がさそう郷愁〜（2016年）

#### 日本 Columbia Music Entertainment
- 悠久の風景 Eternal Scenery（1998年）
- 光の海 (贾鹏新专辑，贾鹏芳参加)

#### 日本 JVC/Victor
- 華弦
- 空 Sora ～心を青く染めるとき～ （贾鹏新专辑，贾鹏芳参加）
- 十二国記 蓬山遠景 ～胡弓 Memories （梁邦彦专辑，贾鹏芳、贾鹏新参加演奏）
- 彩云国物语 （梁邦彦专辑，贾鹏芳参加演奏）

#### 其他合作专辑
- 天华之声
- 紫翠水明（与桑木野宏子合作）

### 录音带
- 明月千里寄相思
- 新婚别

### DVD
- 贾鹏芳“浪漫”音乐会（ジャー・パンファン浪漫コンサート）（2004年）
- "Memories" at 東京国際论坛 来日20周年記念音乐会（Memories"in 東京国際フォーラム 来日20周年記念コンサート）（2008年）

### 著作
- 二胡を極めよう〜シリーズ（2005年）
- ジャーパンファン 河・虹 CDマッチング曲集（2007年）
- 二胡で奏でる懐かしの昭和メロディー（二胡で奏でる〜シリーズ）（2016年）

### 电视CM
- NHK《Top Runner》专访
- JR東海CM
- 富士施樂CM
- 日経CNBC番組主题曲
- 电影《十面埋伏》、《悲情城市》、《幽灵公主》配乐演奏
- NHK纪录片《故宮 〜至宝が語る中華五千年〜》（神思者配乐作品）

## 演奏会
- 2010年7月18日《Jia Peng Fang with the China Central Chinese Orchestra 贾鹏芳与中央民族乐团～中日文化友好交流音乐会》，中央民族乐团音乐厅
  - 客座：周耀锟（二胡），钢琴：恩田直幸，吉他：嘉多山信，琵琶：蒋彦，扬琴：张宇，中阮：魏玉茹，古筝：张璐，笛子：丁晓奎，笙：薛金吉，大提琴：王崇武，贝司：张辉，打击乐：朱剑平